# Qasım İsmayılov
Qasım İsmayılov är en ort i Azerbajdzjan.   Den ligger i distriktet Şəmkir Rayonu, i den västra delen av landet, 300 km väster om huvudstaden Baku. Qasım İsmayılov ligger 237 meter över havet och antalet invånare är 1 925.
Terrängen runt Qasım İsmayılov är lite kuperad. Runt Qasım İsmayılov är det mycket tätbefolkat, med 2 521 invånare per kvadratkilometer.. Närmaste större samhälle är Ganja, 16,6 km sydost om Qasım İsmayılov.
Trakten runt Qasım İsmayılov består till största delen av jordbruksmark.